# Dobrawa Czocher
Dobrawa Czocher (ur. 12 września 1991 w Tczewie) – polska wiolonczelistka. 

## Kariera
Absolwentka Ogólnokształcącej Szkoły Muzycznej im. Feliksa Nowowiejskiego w Gdańsku oraz Uniwersytetu Muzycznego Fryderyka Chopina w Warszawie w klasie Piotra Hausenplasa. 25 września 2015 ukazał się debiutancki album Czocher zarejestrowany wraz z pianistką Hanią Rani zatytułowany Biała flaga. Nagrania trafiły do sprzedaży nakładem wytwórni muzycznej My Music. Płyta dotarła do 34. miejsca polskiej listy przebojów – OLiS. Na wydawnictwie znalazły się piosenki pochodzące z repertuaru zespołu Republika. Pomysłodawcą projektu był organizator festiwalu „Grzegorz Ciechowski in Memoriam” w Tczewie – Józef Golicki. 
Była stypendystką Krajowego Funduszu na rzecz Dzieci.

## Dyskografia
| Tytuł                         | Dane dot. albumu                                            | Pozycja na liście |
| Tytuł                         | Dane dot. albumu                                            | POL               |
| ----------------------------- | ----------------------------------------------------------- | ----------------- |
| Biała flaga (oraz Hania Rani) | - Data: 25 września 2015 - Wydawca: My Music                | 34                |
| Inner Symphonies              | - Data: 15 października 2021 - Wydawca: Deutsche Grammophon |                   |
| Dreamscapes                   | - Data: 27 stycznia 2023 - Wydawca: Modern Recordings       |                   |

## Teledyski
| Tytuł                             | Rok  | Reżyseria            | Album            | Źródło |
| --------------------------------- | ---- | -------------------- | ---------------- | ------ |
| "Tak tak to ja" (oraz Hania Rani) | 2015 | Patrycjusz Kostyszyn | Biała flaga      | [ 9 ]  |
| "Malasana" (oraz Hania Rani)      | 2021 | Mateusz Miszczyński  | Inner Symphonies | [ 1 ]  |